# Sybacodes liliae
Sybacodes liliae är en skalbaggsart som beskrevs av Dellacasa 1978. Sybacodes liliae ingår i släktet Sybacodes och familjen Aphodiidae. Inga underarter finns listade i Catalogue of Life.